# Monument aux morts de Bagnères-de-Bigorre
Le monument aux morts de Bagnères-de-Bigorre (Hautes-Pyrénées, France) est consacré aux soldats de la commune morts lors des conflits du XXe siècle.

## Caractéristiques
Le monument est érigé dans le centre de Bagnères-de-Bigorre, sur un petit espace vert qui lui est dédié sur la place Georges-Clemenceau.
Il est constitué d'une colonne de marbre de Carrare surmontée d'un globe de bronze ; un coq, perché sur le globe, porte dans son bec une branche de laurier. Un groupe statuaire en marbre complète le monument : un adolescent entoure la colonne d'une guirlande de fleurs, tandis que deux femmes gravissent de chaque côté les marches du socle,.
La colonne porte quatre plaques inscrites des noms des soldats de la commune morts lors des conflits du XXe siècle,.
De part et d'autre du monument sont érigés les bustes en bronze de Georges Clemenceau et de Ferdinand Foch.

## Histoire
La commune décide la construction du monument le 29 mars 1919, le commandant au sculpteur Joseph Gardy en même temps que deux bustes de Georges Clemenceau et de Ferdinand Foch pour un total de 32 000 francs dont 28 000 pour le monument.
Les bustes, fondus par la fonderie Louis Roques, sont inaugurés dès le 14 juillet 1919 ; ils sont temporairement installés allée des Coustous. En mars 1921, la commune réalise le déplacement du monument commémoratif de la guerre franco-allemande de 1870 dans le cimetière, afin d'installer le nouveau monument aux morts à sa place. Les bustes sont alors installés de part et d'autre, sur des faisceaux d'affûts de canons prussiens, trophées de la guerre de 1870 provenant de Neuf-Brisach, ville du Haut-Rhin alors récemment reconquise par la France. L'ensemble est inauguré le 13 novembre 1921.
Le monument aux morts est inscrit au titre des monuments historiques le 18 octobre 2018. Il fait partie d'un ensemble de 42 monuments aux morts de la région Occitanie protégés à cette date pour leur valeur architecturale, artistique ou historique.

Sélection de vues du monument aux morts municipal.
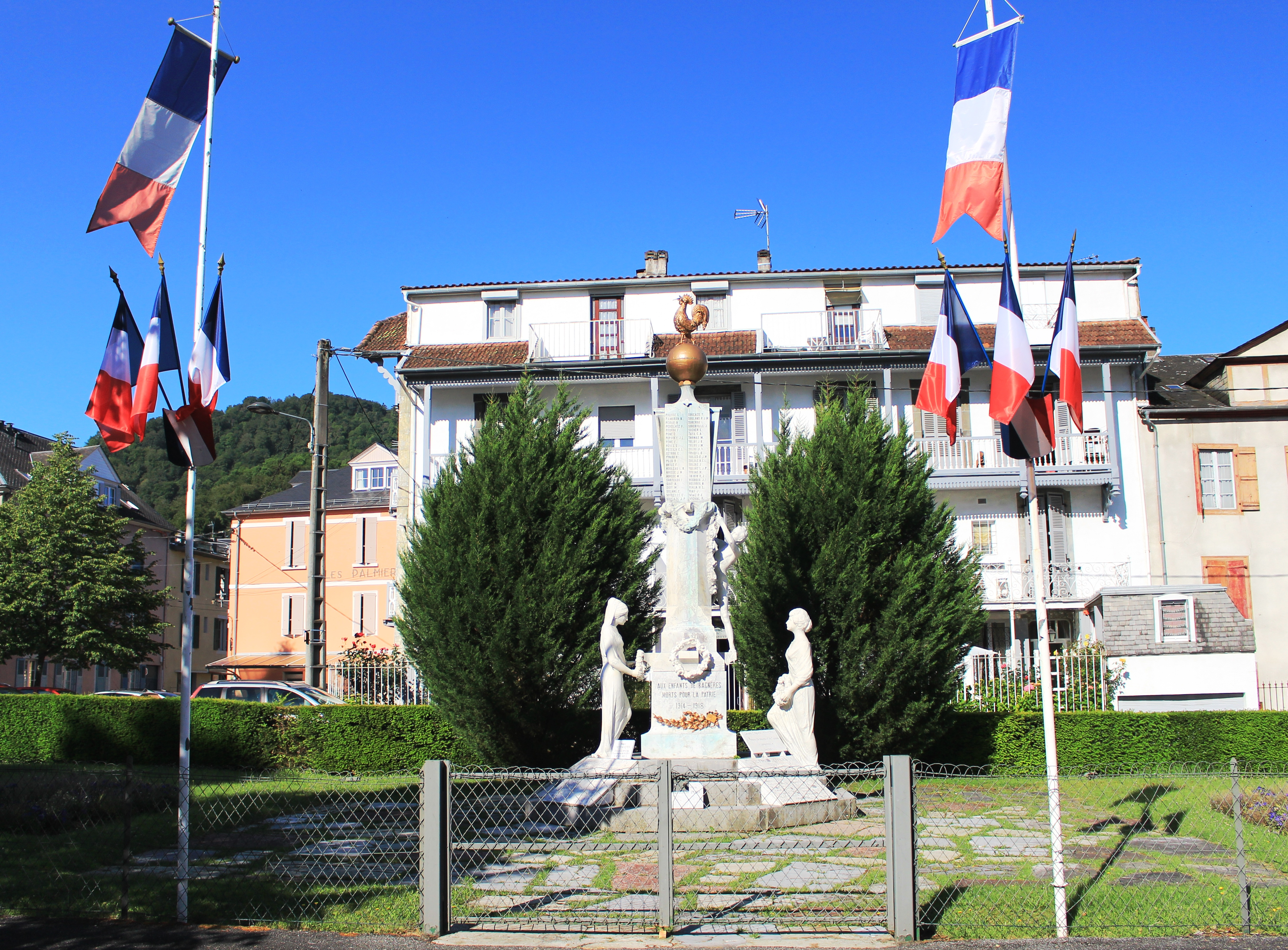
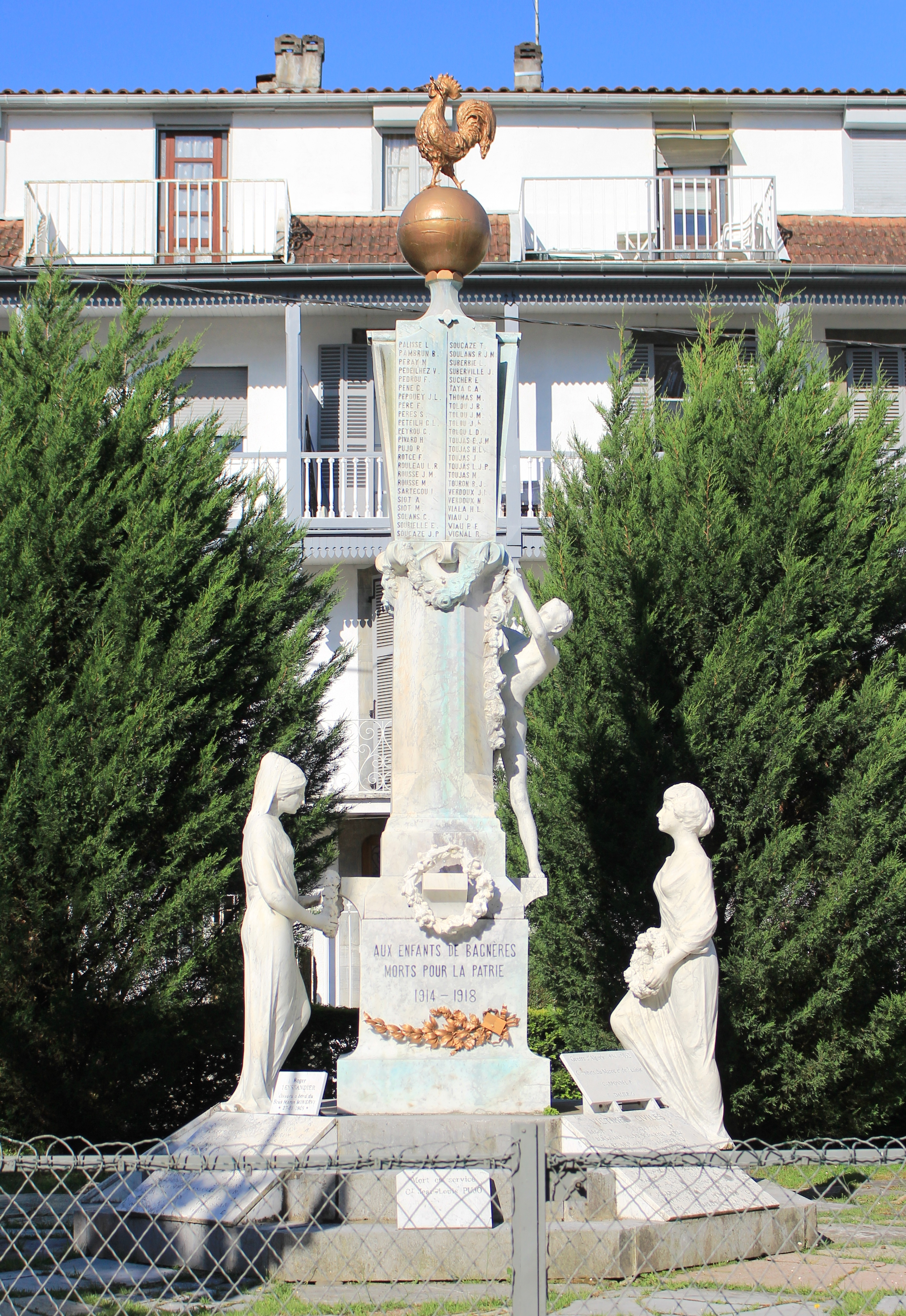
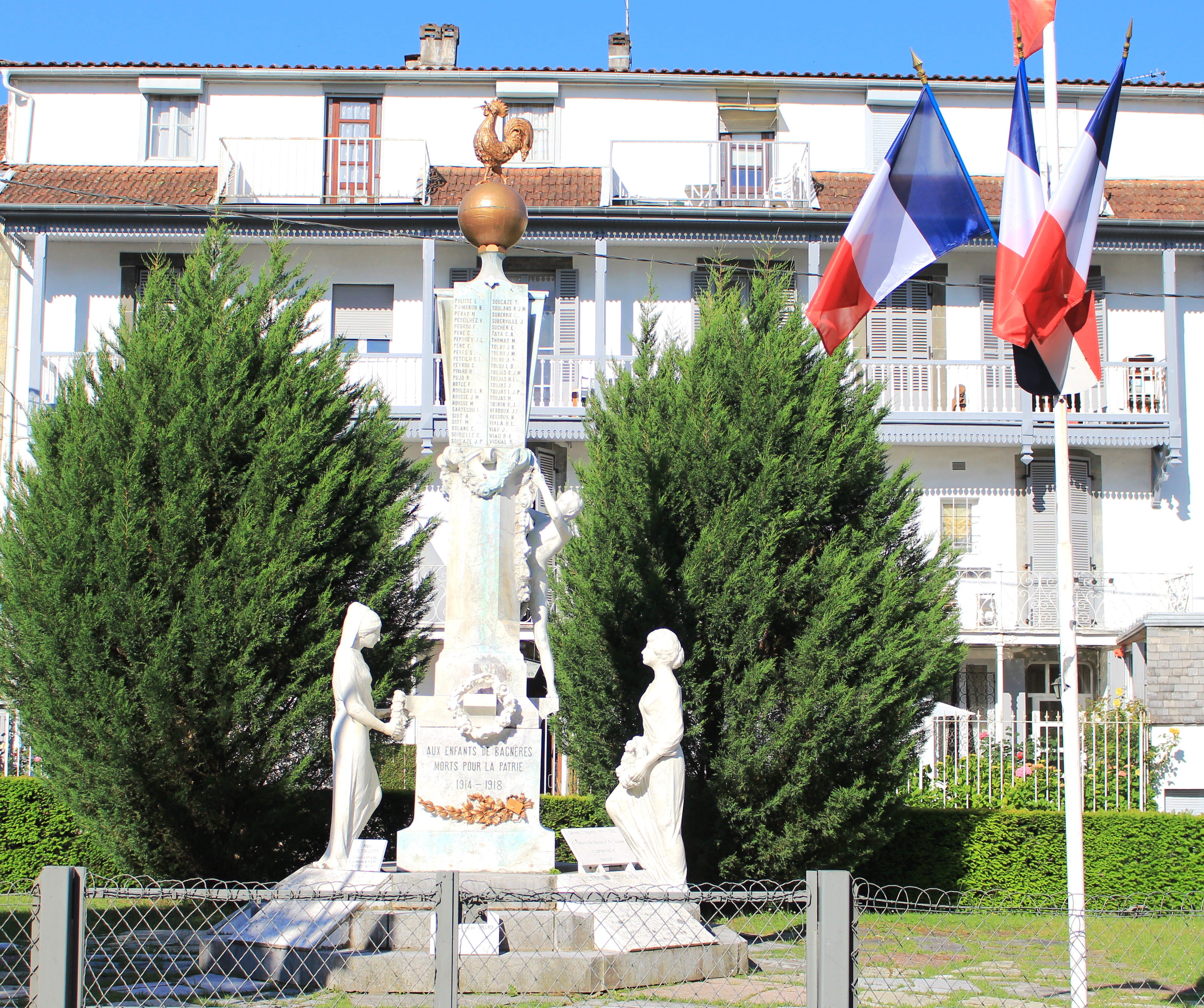